# Танафиорд
Танафиорд (на норвежки: Tanafiorden) е залив на Баренцево море, край северния бряг на Норвегия, разположен между полуостровите Нордкин на северозапад и Варангер на изток. Вдава се в сушата на около 60 km. Ширина на входа 12 km. Дълбочина до 397 m. Бреговете на Танафиорд са предимно скалисти, стръмни, високи (на места до 600 m) и силно разчленени от множество по-малки заливи и фиорди - Хопсфиорд, Лангфиорд и др. От юг в него се влива голямата река Танаелва. Приливите са полуденонощни с височина до 2,2 m. Само при много сурови зими замръзва във вътрешната си част. По бреговете му са разположени няколко малки рибарски селища Гулгуфиорд, Лейрполен, Тана, Вестертана, Лангфюрботън, Хопсейдет.